# Darłowo (przystanek kolejowy)
Darłowo – przystanek kolejowy, a dawniej stacja kolejowa w Darłowie w województwie zachodniopomorskim, w Polsce.

## Ruch pasażerski
| Rok  | Wymiana pasażerska na dobę |
| ---- | -------------------------- |
| 2017 | 20-49                      |
| 2022 | 150-199                    |

## Historia
Stacja w Darłowie powstała 15 października 1878 roku. Linia ta była stacją końcową łączącą kurort oraz port z południowymi Kaszubami. Przed wojną stacja nazywała się Rügenwalde, krótko po wojnie Derłów. Pierwsze zawieszenie przewozów (na trasie Sławno – Darłowo) nastąpiło 1 września 1991. Potem do Darłowa dochodziły tylko pociągi kolonijne i towarowe. W 2001 ruch całkowicie zamknięto.
W 2002 roku wojsko wyremontowało linię, lecz potem okazało się, że Darłowo nie może być bazą wojsk NATO ze względu na zbyt wąskie wejście do portu. Po remoncie prędkość szlakowa dla lekkich pojazdów szynowych wzrosła do 100 km/h, co wykorzystał Urząd Marszałkowski w 2005 roku reaktywując linię. W Darłowie jeździło 7 par szynobusów. W roku 2012 połączenie ponownie jednak zlikwidowano, jako przyczynę podając zbyt wysokie koszty utrzymania. Także w 2012 zapowiedziano przejęcie niszczejącego budynku dworca przez miasto.
Od 2017 roku wznowiono kursy wakacyjne połączeń osobowych (szynobus) ze Sławna do Darłowa i z powrotem. Było to możliwe dzięki porozumieniu Przewozów Regionalnych w Szczecinie i lokalnych samorządów: miasta Darłowa, Starostwa Powiatowego w Sławnie, miasta Sławna, gminy Darłowo oraz gminy Sławno. Z uwagi na duże zainteresowanie podróżnych (13 200 pasażerów od początku wakacji do 12.08.2018), we wrześniu 2018 ruch pociągów utrzymano na stałe. 